# Tender

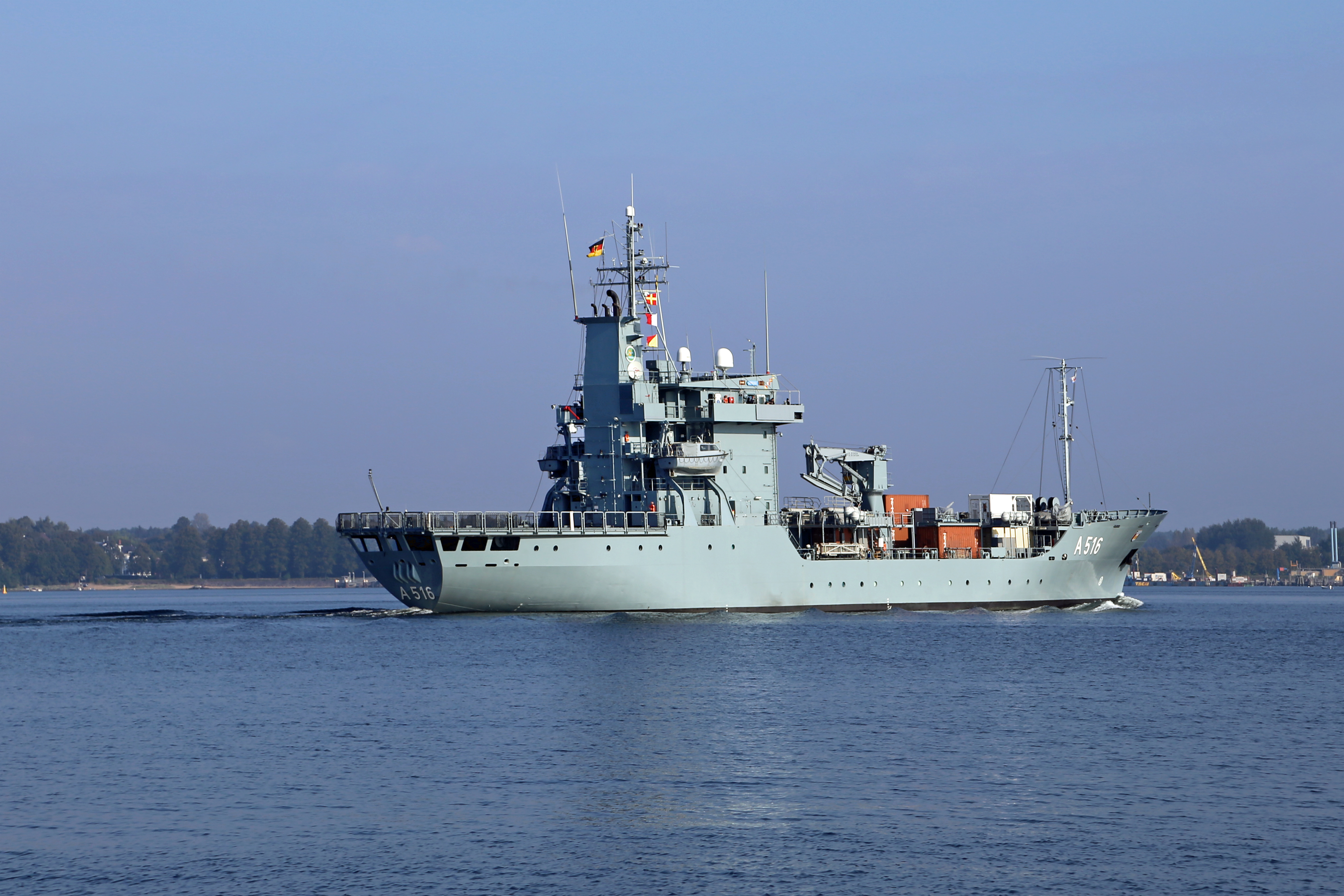
Tender Donau A 516, a német haditengerészet szállítóhajója

A tender  teherhajó, amelyet más hajók logisztikai támogatására és ellátására használnak, elsősorban üzemanyagot, de élelmiszert és egyéb készleteket is szállíthat.
A 19. század-ban hadivitorlás elnevezése, amit 8–14 legkisebb kaliberű ágyúval szerelték fel. Az akkori idők legkisebb hadihajója volt. Hírvivő és őrjáratozó vízi járműként használták. Klasszikus kutter vitorlázattal látták el, vagyis egyetlen árbócán csonka és csúcsvitorla, valamint három elővitorla kapott helyet, ezek közül az egyik „repülő” vitorla volt. Az elővitorlákat a szél erőssége szerint használták. A hajó orrárbóca szinte vízszintesen állt, s az alsó függőleges támaszrudat elhagyták. A hajóorr meredeken szaladt bele a vízbe, a tat kanál alakú volt. Az esőben és a tűző napfény ellen a fedélzet felé sátorponyvát feszítettek. Ez után kapta a hajó a nevét: a tender olaszul sátorponyva.
Később sporthajók mintájává vált. A gépkorszakban a tender megnevezés a ellátást szolgáló segédhajók elnevezése.